# Cantó de Beaumont-sur-Sarthe
El cantó de Beaumont-sur-Sarthe és un cantó francès del departament de Sarthe, situat al districte de Mamers. Té 15 municipis i el cap es Beaumont-sur-Sarthe.

## Municipis
- Assé-le-Riboul
- Beaumont-sur-Sarthe
- Chérancé
- Coulombiers
- Doucelles
- Juillé
- Le Tronchet
- Maresché
- Piacé
- Saint-Christophe-du-Jambet
- Saint-Germain-sur-Sarthe
- Saint-Marceau
- Ségrie
- Vernie
- Vivoin

## Història
| Data d'elecció                           | Identitat                | Partit          | Qualitat |
| ---------------------------------------- | ------------------------ | --------------- | -------- |
| 1945-1955                                | Pierre Lomer             | SFIO            |          |
| 1955-1967                                | André Bruneau            | Divers droite   |          |
| 1967-1979                                | Gaston Trocherie         | RI, després UDF |          |
| 1979-1985                                | Jean-Pierre Lomer        | PS              |          |
| 1985-2004                                | Roger Rioult de Neuville | RPR             |          |
| 2004-                                    | Jean-Pierre Rossard      | Divers gauche   |          |
| les dades anteriors no són pas conegudes |                          |                 |          |
|                                          |                          |                 |          |

## Demografia
| A partir de 1990: Població sense dobles comptes |